# Westminstrski most
Westminstrski most je cestni in peš prometni most čez reko Temzo v Londonu, ki povezuje Westminster na zahodni strani in Lambeth na vzhodni strani.
Most je pobarvan pretežno zeleno, enake barve kot usnjeni sedeži v spodnjem domu parlamenta, ki je na strani Westminstrske palače, ki je najbližja mostu, vendar naravnega odtenka, podobnega verdigrisu. To je v nasprotju z mostom Lambeth, ki je rdeč, iste barve kot sedeži v lordski zbornici in je na nasprotni strani domov parlamenta.
V letih 2005–2007 je bil deležen popolne prenove, vključno z zamenjavo železnih oblog in prebarvanjem celotnega mostu. Povezuje Westminstrsko palačo na zahodni strani reke z County Hall in Londonskim očesom na vzhodu in je bil ciljna točka v prvih letih Londonskega maratona.
Naslednji most navzdol je Hungerford Bridge & Golden Jubilee Bridges, gorvodno pa Lambeth Bridge. Westminstrski most je bil leta 1981 zaščiten kot stavba stopnje II*.

## Zgodovina
Več kot 600 let (vsaj 1129–1729) je bil Londonskemu mostu najbližji most čez Temzo v Kingstonu. Od poznih časov Tudorjev so zastoji v trgovalnih urah na Londonskem mostu (za cestno blago in kočije iz Kenta, Essexa, večjega dela Surreya, Middlesexa in drugod) pogosto znašali več kot eno uro. Leta 1664 je bil predlagan most v Westminstru, vendar so mu nasprotovali londonska korporacija in vodnarji. Nadaljnje nasprotovanje je prevladalo leta 1722. Toda vmesni most (čeprav iz lesa) je bil zgrajen v Putneyju leta 1729 in shema je bila odobrena v parlamentu leta 1736. Westminstrski most je bil zgrajen med letoma 1739–1750, financiran z zasebnim kapitalom, loterijami in donacijami pod nadzorom švicarskega inženirja Charlesa Labelyeja. Most so odprli 18. novembra 1750.
City of London se je na Westminstrski most in rast prebivalstva odzval z odstranitvijo stavb na Londonskem mostu in njegovo razširitvijo v letih 1760–63. Z mostom Putney je ta most v treh desetletjih utrl pot štirim drugim: mostu Blackfriars (1769, zgradilo ga je mesto), mostu Kew (1759), mostu Battersea (1773) in mostu Richmond (1777), do katerega datuma so se ceste in vozila izboljšana in manj običajnega blaga se je prevažalo po vodi.
Most je pomagal pri širjenju West Enda v razvijajoči se južni London ter blagu in kočijah iz bolj estuarijskih okrajev ter pristanišč East Sussex in Kentish. Brez mostu bi moral promet do širšega West Enda in iz njega potekati po ulicah, ki so bile pogosto tako preobremenjene, kot je bil Londonski most, predvsem Strand/Fleet Street in New Oxford Street/Holborn. Zgrajene in izboljšane so bile tudi ceste na obeh straneh reke, vključno s cesto Charing Cross in okoli gradu Elephant & Castle v Southwarku.
Do sredine 19. stoletja se je most močno posedal in bil drag za vzdrževanje. Sedanji most je zasnoval Thomas Page in je bil odprt 24. maja 1862. Z dolžino 250 m in širino 26 m je to ločni most s sedmimi razponi iz litega železa z gotskimi detajli Charlesa Barryja (arhitekta palače) iz Westminstra). Po mostu je potekala tramvajska proga večino prve polovice 20. stoletja, od leta 1906 do leta 1952. 5. julija istega leta je zadnji tramvaj slavnostno zapeljal čez most. Od odstranitve Renniejevega novega Londonskega mostu leta 1967 je to najstarejši cestni objekt, ki prečka Temzo v središču Londona.
22. marca 2017 se je teroristični napad začel na mostu in nadaljeval v Bridge Street in Old Palace Yard. V nesreči je umrlo pet ljudi – trije pešci, en policist in napadalec. Kolega policista (ki je bil nameščen v bližini) je bil oborožen in je ustrelil napadalca. Več kot 50 ljudi je bilo ranjenih. Preiskavo napada je izvedla metropolitanska policija.

## Opis
Most v neogotskem slogu spominja na arhitekturo sosednje Westminstrske palače. Struktura, dolga 250 m in široka 26 m, sloni na sedmih lokih, od katerih je osrednji širok približno 40 metrov.
Loki, poleliptične oblike, slonijo na elegantnih valobranih; nad njimi so polosmerokotni stebri, podprti z modeliranimi podstavki in kapiteli, na katere slonijo svečniki. Najpogosteje uporabljeni materiali so sivi granit (uporabljen za stebre), lito železo - iz katerega je bil izdelan parapet, okrašen z luknjami v obliki trilistov - in portlandski kamen, delno pridobljen iz prejšnjega mostu, preden je bil uničen.
Most je okrašen s heraldičnimi grbi kraljice Viktorije, njenega moža Alberta Saško-Coburg-Gotha in 3. vikonta Palmerstona, predsednika vlade Združenega kraljestva v času odprtja sedanjega mostu.

## Galerija slik
- Prvi Westminsterski most, kot ga je naslikal Canaletto, 1747. Yale Center for British Art, New Haven.
- Westminstrski most, okoli leta 1750. Lastniki mostu so morali plačati odškodnino upravljavcem prejšnjega 'Horseferryja' in lokalnim vodnarjem
- Zemljevid iz leta 1897 prikazuje palačo Lambeth, most Lambeth, parlament in Westminstrski most
- Westminster & Lambeth, 1746. Westminstrski most, odprt leta 1740, povezuje Westminster z Lambethom; Huntley Ferry prečka reko na mestu bodočega mostu Vauxhall
- Požig lordske zbornice in spodnjega doma, J. M. W. Turnerja, 1835, z Westminsterskim mostom na desni
- Ulične svetilke na mostu
- Grba kraljice Viktorije in Alberta, princa soproga na mostu
- Grb Henryja Johna Templa, 3. vikonta Palmerstona na mostu. Palmerston je bil predsednik vlade, ko so odprli sedanji most.
- Lev na južnem bregu na vzhodnem koncu Westminsterskega mostu